# India (attrice pornografica)
India, pseudonimo di Shamika Brown (Compton, 17 maggio 1977), è un'ex attrice pornografica e cantante statunitense.
Ha studiato danza, ma ha cominciato a far film per adulti nel 1996. Faceva la spogliarellista a Los Angeles, e venne notata da diversi produttori di film pornografici.

## Carriera nel settore dei film per adulti
Il suo look esotico e il fisico minuto la fecero diventare molto apprezzata, e divenne una presenza fissa nella pornografia con attori di colore, specialmente per scene di sesso anale e gonzo. Ha anche recitato in scene di lesbismo. Gran parte dei 150 film che ha interpretato erano basati su attrici che (come lei) sono dotate di natiche grandi e rotonde.
Dopo essere apparsa per diversi anni su KaraDavis.com, un sito pornografico che raffigura soprattutto scene di sesso tra uomini bianchi e donne di colore, ha iniziato a lavorare part-time al Moonlite Bunny Ranch, una casa di tolleranza autorizzata del Nevada, diminuendo le sue apparizioni in film per adulti.

## Lavoro nella musica
India ha anche svolto lavori nel mainstream dello spettacolo, come membro del gruppo musicale Harmony Innocents, formato nel 1994, ed ha firmato per la Quality records. Da allora ha mantenuto interesse per la musica, anche durante lo svolgersi della sua carriera di attrice per adulti, apparendo in diversi video musicale per artisti come Madonna, Sisqó, Snoop Dogg, Jay-Z, Mary J. Blige, Juvenile e Ja Rule, facendo comparsate ai programmi The Howard Stern Show, The Tera Patrick Show. Per lei le maggiori influenze musicali sono state Whitney Houston, Diana Ross e Anita Baker, ma ora stima soprattutto Missy Elliott.
Il suo primo album da solista Role Play è stato realizzato nell'estate 2007. Ha anche lanciato una sua linea di lingerie, chiamata XSAA'O.

## Filmografia
- Black Carnal Coeds 1 (1997)
- Squeeze (1997)
- 33 Girl Jam (1998)
- Anal Groove (1998)
- Attitude (1998)
- Back Ho'in (1998)
- Black Coeds 1 (1998)
- Black Dirty Dancers 1 (1998)
- Black Snatch 6 (1998)
- Black Splash (1998)
- Black Tails 1 (1998)
- Blowjob Fantasies 3 (1998)
- Blown Away 1 (1998)
- Bootie Nights (1998)
- Booty Squad (1998)
- Booty Talk 1 (1998)
- Booty Talk 4: Jammin At The Lake (1998)
- Bush Bashers (1998)
- Butt Row Big Ass Greek Machine (1998)
- Chocolate Covered Cherry Poppers 4: Chillin' Out (1998)
- Coed Cocksuckers 10 (1998)
- Coed Confessions 2 (1998)
- Deep Inside Dirty Debutantes 20 (1998)
- Dethroned (1998)
- Fade 2 Black 1 (1998)
- Fade 2 Black 2 (1998)
- Femme 2 (1998)
- Fresh Hot Babes 11: Toni's Pussy Party (1998)
- Gimme Some Butt (1998)
- Girls Home Alone 4 (1998)
- H.T.'s Black Street Hookers 11 (1998)
- Harem 74 (1998)
- Hustler's Pool Party Crashers (1998)
- In Your Face 2 (1998)
- Inner City Black Cheerleader Search 17 (1998)
- Inner City Black Cheerleader Search 18 (1998)
- Inner City Black Cheerleader Search 22 (1998)
- Interracial Fellatio 2 (1998)
- It Don't Matter, Just Don't Bite It 3 (1998)
- Lewd Conduct 2 (1998)
- Mojo Booty (1998)
- Mr. Marcus' Neighborhood 3 (1998)
- My Baby Got Back 15 (1998)
- Nasty Video Magazine 3 (1998)
- Only the A-Hole 7 (1998)
- Perverse Addictions (1998)
- Pickup Lines 28 (1998)
- Pickup Lines 34 (1998)
- Psycho Sexuals 2 (1998)
- Shades of Sex 1 (1998)
- Shades of Sex 2 (1998)
- Sista 8 (1998)
- Sista 9 (1998)
- Slumber Party 3 (1998)
- Sugarwalls 7 (1998)
- Tales From The South Side (1998)
- Tight Shots the Movie (1998)
- Twins 1 (1998)
- Up Your Ass 8 (1998)
- Video Adventures of Peeping Tom 13 (1998)
- Whack Attack 2 (1998)
- World's Luckiest Black Man (1998)
- Backdoor Passes 3 (1999)
- BlaXXXploitation (1999)
- Booty Double (1999)
- Brown Sugar Cuties 1 (1999)
- Butthole Patrol (1999)
- Color Blind 1 (1999)
- Ebony Erotica 1 (1999)
- Freaks Whoes And Flows 14 (1999)
- Lovin' Spoonfuls 27: Best of Deep Inside Dirty Debutantes (1999)
- Luv Boat (1999)
- Manic Behavior (1999)
- Memoirs Of A Madam (1999)
- Misty Cam's Starlet Express (1999)
- My Baby Got Back 17 (1999)
- No Man's Land Interracial Edition 1 (1999)
- No Man's Land Interracial Edition 2 (1999)
- Nurses (1999)
- Off Da Hook 2 (1999)
- Passage Through India (1999)
- Pickup Lines 37 (1999)
- Pink (1999)
- Rocks That Ass 2 (1999)
- Sensually Haunted (1999)
- Shut Up and Blow Me 9 (1999)
- Sista 10 (1999)
- Skin 17: Succubus (1999)
- Smack Dat Ass (1999)
- Super Freaks 1 (1999)
- United Colors Of Ass 3 (1999)
- Weekend Warriors (1999)
- World's Luckiest Patient (1999)
- Barefoot Confidential 9 (2000)
- Best of My Baby Got Back (2000)
- Blowjob Fantasies 12 (2000)
- Cum Shots 1 (2000)
- Ebony Cheerleader Orgy (2000)
- Four Finger Club 9 (2000)
- Hot Chocolate 2 (2000)
- Lick Me 1 (2000)
- Naughty Wives Club 3 (2000)
- Nubian Nurse Orgy (2000)
- Rocks That Ass 9: Mack My Ass Up (2000)
- She Squirts 2 (2000)
- Sista 11 (2000)
- Snoop Dogg's Doggystyle (2000)
- Sugarwalls Slop Shots (2000)
- West Side (2000)
- World's Luckiest Jock (2000)
- XXXtreme Fantasies Of Jewel De'Nyle (2000)
- Black Instincts (2001)
- Booty Camp (2001)
- Hot Chocolate 2 (2001)
- New Adventures of Mr. Tootsie Pole 3: Boner Bizarre (2001)
- Private Sessions 1 (2001)
- Sista 14 (2001)
- Valley of the Valets (2001)
- When The Boyz Are Away The Girlz Will Play 5 (2001)
- B-ballin' (2002)
- Ebony Erotica 3 (2002)
- Freakazoids 3 (2002)
- Get Your Freak On (2002)
- Hotel O (2002)
- Rub The Muff 6 (2002)
- Snoop Dogg's Hustlaz: Diary of a Pimp (2002)
- Sole Sistas 1 (2002)
- Special Auditions 1 (2002)
- Sweet Cheeks 4 (2002)
- Anna Malle's Swing Life: Luv Boat (2003)
- Aqua Pussy (2003)
- Black Panty Chronicles 15 (2003)
- Blackalicious (2003)
- Diva (2003)
- Lil Jon American Sex Series (2003)
- Looking for Booty 3 (2003)
- My Baby Got Back 30 (2003)
- Sex and the Studio 1 (2003)
- Sex and the Studio 2 (2003)
- Sista 16 (2003)
- United Colors Of Ass 10 (2003)
- Bad Azz 1 (2004)
- Butt Lick'in Sweethearts 1 (2004)
- Feeling Black 3 (2004)
- Fuck Dat Ho 7 (2004)
- Iron Head 2 (2004)
- Judging India (2004)
- Lil Jon And The Eastside Boyz American Sex Series (2004)
- Simply Girls (2004)
- Sista 19 (2004)
- Sweet Ass Candy 4 (2004)
- Sweetheart (2004)
- Ass Lickers 5 (2005)
- Black Cravings (2005)
- Booty Broz 2 (2005)
- Booty Juice 7 (2005)
- Bubblin Brown Suga (2005)
- Hit Dat Shit 2 (2005)
- In Those Jeans (2005)
- Sista 20 (2005)
- Black Biker Babes (2006)
- Lip Lock My Cock 1 (2006)
- Toys Twats Tits (2006)
- Afrodite Superstar (2007)
- Black Bottom Girls 5 (2008)
- Out on Bail (2009)
- Showing 1 to 166 of 166 entries ()

## Riconoscimenti
- 2004 AVN Award nominee – Most Outrageous Sex Scene – Hustlaz: Diary of a Pimp
- 2004 AVN Award nominee – Best Tease Performance – Hustlaz: Diary of a Pimp[2]
- 2008 AVN Award nominee – Best Supporting Actress, Video – Afrodite Superstar[3]